# Lijst van burgemeesters van Zuidhorn
Dit is een lijst van burgemeesters van de voormalige Nederlandse gemeente Zuidhorn in de provincie Groningen.
| Ambtsperiode                       | Naam burgemeester                    | Partij of stroming | Bijzonderheden                                                                         |
| ---------------------------------- | ------------------------------------ | ------------------ | -------------------------------------------------------------------------------------- |
| 1808 - 1811                        | Pieter Bindervoet                    |                    |                                                                                        |
| 1811                               | Hindrik Jans ( Rietsema)             |                    |                                                                                        |
| 1811 - 1813                        | P. Driessen                          |                    | maire                                                                                  |
| 1813 - 1849                        | mr. Frans Izaäk Abresch              |                    | schout, later burgemeester                                                             |
| 1849 - 1851                        | mr. Hendrik Guichart Abresch         |                    | tegelijkertijd burgemeester van Grijpskerk                                             |
| 1851 - 1852                        | jhr.mr. Roelof Antonius Quintus      |                    | tevens burgemeester van Oldekerk                                                       |
| 1852 - 1866                        | mr. Arnoldus Gelderman               |                    |                                                                                        |
| 1867 - 1877                        | Edsard Jacob Gelderman               |                    | zoon van zijn voorganger; was burgemeester van Ezinge, werd burgemeester van Warnsveld |
| 1877 - 1893                        | Evert Buttinger                      |                    | was burgemeester van Wedde                                                             |
| 1893 - 1895                        | Jan Meinderts Wieringa               |                    | ovl. 23 november 1895                                                                  |
| 1896 - 1917                        | Dirk Marten Kruisinga                |                    | was burgemeester van Oldehove, ovl. 4 april 1917                                       |
| 1917 - 1934                        | Gerrit de Vries                      |                    | was gedeputeerde; oud-burgemeester van Oldehove                                        |
| 1935 - 1950                        | Rudolph Albert Cleveringa            |                    | was burgemeester van Nieuwolda                                                         |
| 1950 - 1969                        | Albert Willem Stronkhorst            | PvdA               | was burgemeester van Sappemeer, werd burgemeester van Schoorl                          |
| 1969 - 1976                        | mr. Haije Sybesma                    | ARP                | werd burgemeester van Dokkum                                                           |
| 1977 - 1984                        | Dirk Jan (Dick) van der Zaag         | ARP/CDA            | werd burgemeester van Vriezenveen                                                      |
| 1985 - 1990                        | Adriaan Abraham (Adri) Dees          | VVD                | werd burgemeester van Winsum                                                           |
| 1 januari 1990 - 15 april 2003     | mr. Leendert Jan Klaassen            | CDA                | was burgemeester van Midwolda, werd griffier van de Eerste Kamer                       |
| 1 november 2003 - 1 april 2011     | Egbertus (Bertus) Fennema            | CDA                | was burgemeester van Schiermonnikoog                                                   |
| 1 april 2011 - 9 juni 2017         | L.K. (Bert) Swart                    | CDA                | was burgemeester van Schiermonnikoog                                                   |
| 15 oktober 2017 - 31 december 2018 | Grietje (Greetje) de Vries-Leggedoor | CDA                | waarnemend burgemeester                                                                |